# Campeonato Europeo de Patinaje Artístico sobre Hielo de 1973
El LXIV Campeonato Europeo de Patinaje Artístico sobre Hielo se realizó en Colonia (Alemania) del 6 al 11 de febrero de 1973. Fue organizado por la Unión Internacional de Patinaje sobre Hielo (ISU) y la Unión Alemana de Patinaje sobre Hielo.

## Resultados

### Masculino
| Puesto | Nombre              | País                          | Puntos |
| ------ | ------------------- | ----------------------------- | ------ |
| Oro    | Ondrej Nepela       | Checoslovaquia                |        |
| Plata  | Sergei Chetverukhin | Unión Soviética               |        |
| Bronce | Jan Hoffmann        | República Democrática Alemana |        |

### Femenino
| Puesto | Nombre           | País                          | Puntos |
| ------ | ---------------- | ----------------------------- | ------ |
| Oro    | Christine Errath | República Democrática Alemana |        |
| Plata  | Jean Scott       | Reino Unido                   |        |
| Bronce | Karin Iten       | Suiza                         |        |

### Parejas
| Puesto | Nombre                            | País                | Puntos |
| ------ | --------------------------------- | ------------------- | ------ |
| Oro    | Irina Rodnina / Alexandr Zaitsev  | Unión Soviética     |        |
| Plata  | Liudmila Smirnova / Alexei Ulanov | Unión Soviética     |        |
| Bronce | Almut Lehmann / Herbert Wiesinger | Alemania Occidental |        |

### Danza en hielo
| Puesto | Nombre                                 | País                | Puntos |
| ------ | -------------------------------------- | ------------------- | ------ |
| Oro    | Liudmila Pakhomova / Alexandr Gorshkov | Unión Soviética     |        |
| Plata  | Angelika Buck / Erich Buck             | Alemania Occidental |        |
| Bronce | Hilary Green / Glyn Watts              | Reino Unido         |        |

## Medallero
| Núm. | País                          | Oro | Plata | Bronce | Total |
| ---- | ----------------------------- | --- | ----- | ------ | ----- |
| 1    | Unión Soviética               | 2   | 2     | 0      | 4     |
| 2    | República Democrática Alemana | 1   | 0     | 1      | 2     |
| 3    | Checoslovaquia                | 1   | 0     | 0      | 1     |
| 4    | Alemania Occidental           | 0   | 1     | 1      | 2     |
| 4    | Reino Unido                   | 0   | 1     | 1      | 2     |
| 6    | Suiza                         | 0   | 0     | 1      | 1     |
|      | TOTAL                         | 4   | 4     | 4      | 12    |